# 프룬젠스카야 강변도로

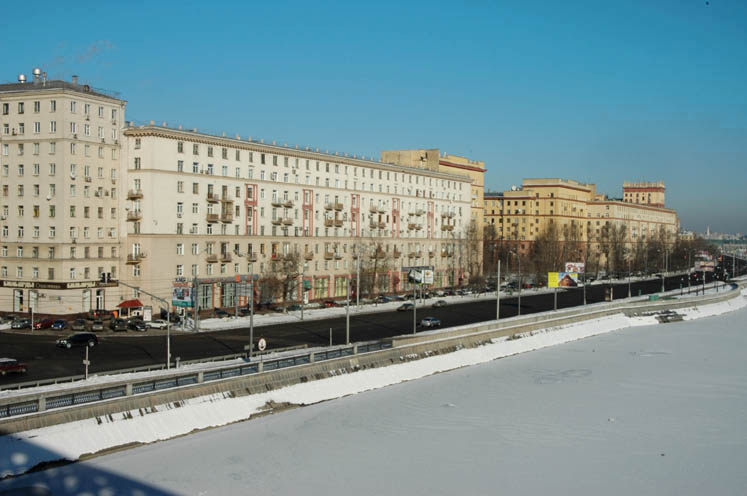
프룬젠스카야 강변도로

프룬젠스카야 강변도로(러시아어: Фрунзенская набережная)은 러시아 모스크바강 옆에 난 도로이다.